# Comunità delle Regole di Spinale e Manez
La Comunità delle Regole di Spinale e Manez è una proprietà collettiva costituita da terreni e beni immobili posti nei comuni catastali di Ragoli e Montagne, nelle Giudicarie Centrali, in Trentino, che in passato costituivano l'antica Comunità di Preore con le sue Vicinie, le cui origini risalgono ai tempi preromani.

## Che cos'è
«La Comunità delle Regole di Spinale e Manez è una comunanza agraria esistente ab immemorabili, di proprietà delle popolazioni dei Comuni di Ragoli, Montagne e Preore» e dalle stesse amministrata secondo le norme della Legge Provinciale 28 ottobre 1960 nr. 12 e dello statuto del 1964. Il patrimonio di questo Ente è costituito da terreni e beni immobili posti nei comuni catastali di Ragoli e Montagne che sono così distinti:
- Regola di Spinale (Madonna di Campiglio) per una superficie di circa 4.000 ettari comprende il monte Spinale e parte delle Dolomiti di Brenta (dichiarate nel 2009 Patrimonio dell'UNESCO);
- Regole di Manez (Val Manez e Montagne) per una superficie di circa 680 ettari.

## Come funziona

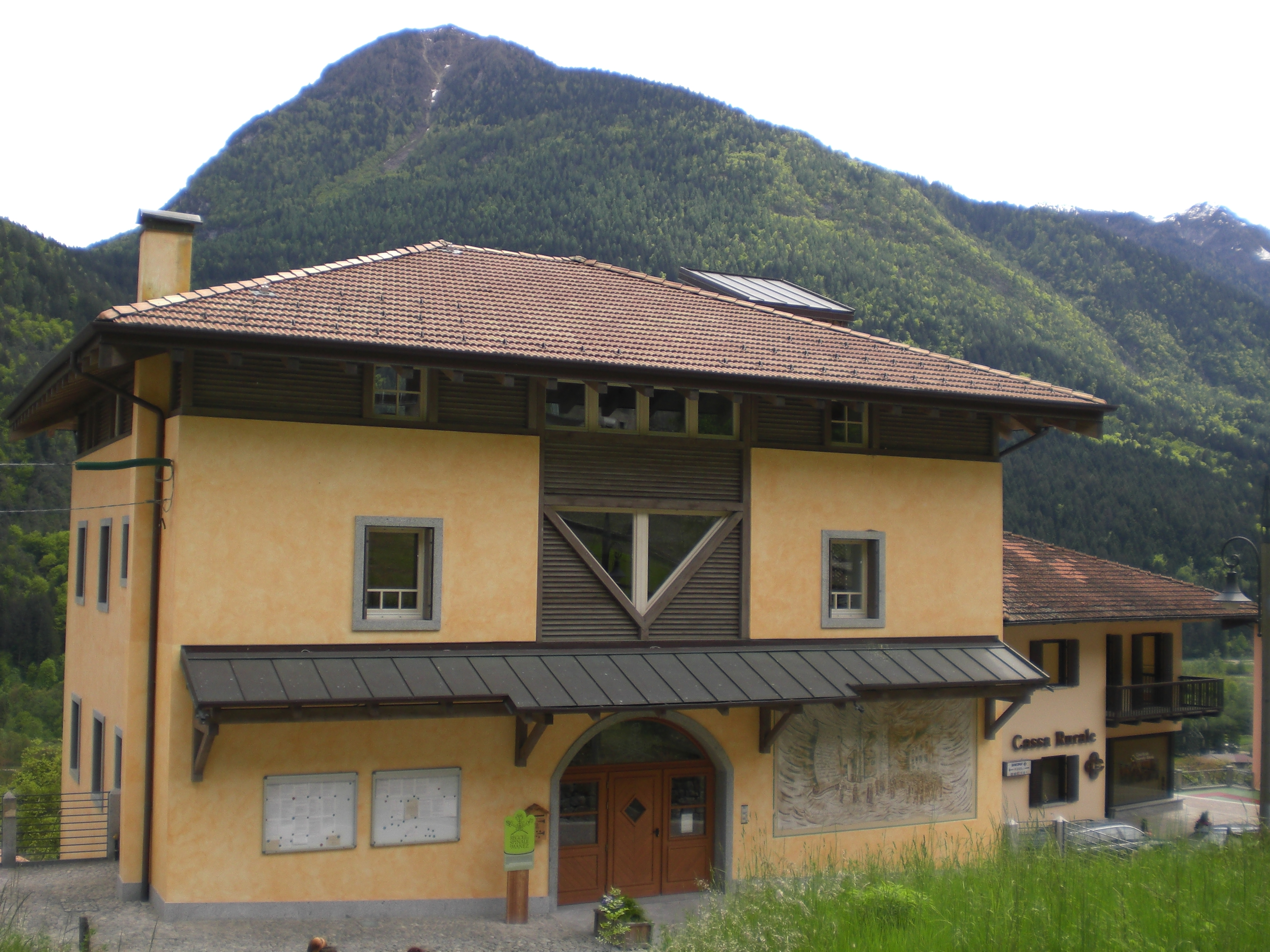
La sede della Comunità delle Regole di Spinale e Manez

La Comunità è proprietà dei "Regolieri". Sono considerati tali solamente gli abitanti originari di uno degli attuali comuni di Ragoli, Preore e Montagne o coloro che vi risiedono da almeno 30 anni.
Ogni famiglia di Regolieri costituisce un "Fuoco" al quale sono assegnati ai sensi dello Statuto i benefici derivanti da tale qualifica: «diritto di legnatico o altre energie ad uso domestico, diritto di legname da fabbrica, di pascolo, erbatico e stramatico, di cavar sabbia e sassi, di caccia e pesca». Ogni anno a ciascun "Fuoco" viene concesso un quantitativo di legna da ardere o, in alternativa, un'equivalente somma destinata all'acquisto di combustibile per il riscaldamento. Ai "Regolieri" universitari e agli studenti delle scuole secondarie superiori sono concessi assegni di studio. In aggiunta, in base alla disponibilità di bilancio, si assegnano contributi alle associazioni ricreative o di volontariato che operano sul territorio.

## Il territorio
La Regola di Spinale coincide con la Val Brenta, Vallesinella, il monte Spinale, il Grostè e gran parte del Gruppo del Brenta, mentre la Regola di Manez comprende una valletta situata tra la Val d'Algone e la Val Rendena per complessivi ettari 4.650, di cui ettari 3611 ricadenti nell'area parco.

## L'amministrazione
L'amministrazione è affidata ad un'Assemblea Generale di 25 consiglieri eletti dai Capofuoco dei tre Comuni, che a loro volta eleggono 6 consiglieri che vanno a costituire il Comitato Amministrativo, all'interno del quale viene eletto il Presidente ed il Vicepresidente.

## La storia
La prima testimonianza scritta dell'esistenza della Comunità delle Regole risale al 1249. Il primo statuto noto è quello della Regola di Manez (1377), mentre quello della Regola di Spinale è datato 1410. 
Dalla fondazione fino al 1789 la Comunità gode di un'autonomia propria, senza incorrere in particolari conflitti o entrare in competizione con le amministrazioni limitrofe. Tuttavia nei decenni successivi (1795-1815/1925-1945) questa prerogativa viene meno e si assistono ad attacchi da parte delle amministrazioni e del regime poi. Nel 1805 le pubbliche regole vengono dichiarate “illecite combriccole di popolo”.
Anche durante la dominazione degli Asburgo (1815-1918) persiste la volontà di considerare i beni della Comunità come possessi dei Comuni. In quel periodo si susseguono numerosi processi giudiziari che vedono coinvolti le amministrazioni locali e numerosi cittadini residenti nelle Vicinie della Comunità per rivendicare gli antichi diritti di possesso. 
La svolta avviene nel 1960, quando alla Comunità delle Regole di Spinale e Manez vengono riconosciuti identità, diritto e criteri di gestione autonoma del proprio patrimonio, nonché lo Statuto (L.P. n. 12 del 28 ottobre 1960).

## Lo Statuto
Nello Statuto si evidenzia che le norme ed i principi di gestione del patrimonio si basano sui criteri e principi di conservazione, manutenzione, miglioramento e gestione secondo le norme fissate nelle Leggi sull'ordinamento dei Comuni, nelle Leggi forestali e relativi regolamenti. Dalla disciplina vigente viene garantita una particolare tutela dei beni di proprietà della Comunità delle Regole ricordando come le proprietà collettive siano elementi fondamentali per la vita e lo sviluppo delle popolazioni locali, quali strumenti primari per la salvaguardia ambientale e culturale del patrimonio e del paesaggio agro-silvo-pastorale trentino.

## Definizione del terminecommonse gli studi in merito
La Comunità delle Regole di Spinale e Manez è considerata dagli esperti della disciplina giuridica come una commons. Con questo termine si definisce, sin dall'epoca feudale, la proprietà collettiva e indivisa di porzioni di terreno lasciate alla popolazione residente in un dato territorio per il proprio sostentamento. Tali proprietà nel tempo si sono trasformate in fenomeni di organizzazione sociale di lunga durata e ampio respiro, fino a comprendere progressivamente nella loro nozione tutte le risorse naturali appartenenti a determinate comunità. I commons hanno da sempre stimolato l'interesse degli studiosi di diverse scienze sociali (soprattutto nel campo del diritto) e sono oggetto di studio di Elinor Ostrom, premio nobel per l'Economia nel 2009.